# Актуальні проблеми держави і права
«Актуальні проблеми держави і права» — збірник наукових праць заснований Національним університетом «Одеська юридична академія» у 1994 році. Наявні публікації українською, російською, англійською мовами. Видання індексується Google Scholar та Index Copernicus (у 2010—2017 роках статті видання процитовано іншими виданнями цієї бази 35 разів).

## Проблематика
У збірнику висвітлюються актуальні питання філософії права, загальнотеоретичної юриспруденції, галузевих юридичних наук, юридичної практики, питань судочинства як в Україні, так і у країнах Європейського Союзу та світу.

## Фахова реєстрація
Наявне свідоцтво про державну реєстрацію КВ № 19035-7825 ПР від 14.11.2011.
Збірник наукових праць «Актуальні проблеми держави і права» внесено до переліку наукових фахових видань ВАК України, в яких можуть публікуватися результати дисертаційних робіт на здобуття наукових ступенів доктора і кандидата юридичних наук, відповідно до постанов президії Вищої атестаційної комісії України від 09.06.1999 р. № 1-05/7, від 10.12.2003 № 1-05/10, наказів МОН України від 06.10.2010 № 1-05/6, № 241 від 09.03.2016 (додаток № 9).

## Редакційна колегія
Члени редакційної колегії:
- В. В. Завальнюк, к. ю. н., професор — головний редактор;
- М. В. Афанасьєва, д.ю.н., доцент — заступник головного редактора;
- С. С. Андрейченко, д.ю.н., доцент — відповідальний секретар;
- Ю. П. Аленін, д.ю.н., професор, член-кореспондент НАПрН України;
- М. Р. Аракелян, к.ю.н., професор;
- Л. Р. Біла-Тіунова, к.ю.н., професор;
- Є. В. Додін, д.ю.н., професор;
- В. М. Дрьомін, д.ю.н., професор, член-кореспондент НАПрН України;
- Лада Калініна (Латвійська Республіка), магістр права, доцент Вищої школи соціальних технологій;
- І. І. Каракаш, д.ю.н., професор;
- С. В. Ківалов, д. ю. н., професор, академік НАПрН України, академік АПН України;
- Ю. М. Оборотов, д.ю.н., професор, член-кореспондент НАПрН України;
- О. П. Подцерковний, д.ю.н., професор, член-кореспондент НАПрН України;
- Ю. Є. Полянський, к.ю.н., професор;
- В. В. Тіщенко, д.ю.н., професор, член-кореспондент НАПрН України;
- В. О. Туляков, д. ю. н., професор, член-кореспондент НАПрН України;
- Є. О. Харитонов, д. ю. н., професор, член-кореспондент НАПрН України;
- О. І. Харитонова, д. ю. н., професор, член-кореспондент НАПрН України;
- Г. І. Чанишева, д. ю. н., професор, член-кореспондент НАПрН України;
- Michael Geistlinger, д. ю. н., професор Зальцбурзького університету (Австрійська Республіка);
- Arndt Kunnecke, д. ю. н., професор Університету MEF (Турецька Республіка).